# Franck Jurietti
Franck Jurietti (* 30. März 1975 in Valence) ist ein ehemaliger französischer Fußballspieler. Zuletzt stand der Verteidiger beim Ligue-1-Vertreter Girondins Bordeaux unter Vertrag.

## Karriere

### Verein
Juriettis Profikarriere begann im Sommer 1993 bei Olympique Lyon, wo er bereits für die Juniorenteams spielte. Nachdem er in keinem Spiel eingesetzt worden war, wechselte er nach nur einer Saison für drei Spielzeiten zum FC Gueugnon in die Ligue 2. Mit ihnen feierte er 1994/95 den Aufstieg in die Ligue 1, der Verein stieg aber nach einer Spielzeit wieder ab. Zur Saison 1997/98 unterzeichnete er beim SC Bastia und blieb diesen für drei Jahre treu. Im Juli 2000 schloss er sich dem AS Monaco an, konnte sich dort allerdings nie richtig durchsetzen. Nach eineinhalb Jahren wurde er für sechs Monate an den Ligakonkurrenten Olympique Marseille ausgeliehen. Nach einer weiteren Saison bei den Monegassen, wechselte er nach Bordeaux. Dort entwickelte er sich zum Leistungsträger und Nationalspieler. Sein aktueller Vertrag bei den Hafenstädtern ist bis 2009 gültig. Jurietti kann sowohl auf der rechten als auch auf der linken Außenbahn eingesetzt werden.

### Nationalmannschaft
Juriettis Nationalmannschaftskarriere ist nicht sehr erfolgreich. Im Oktober 2005 berief ihn Raymond Domenech in den Kader der französischen Fußballnationalmannschaft. Er absolvierte am 12. Oktober 2005, beim 4:0-Erfolg gegen die Auswahl Zyperns sein erstes und bis jetzt letztes Spiel, als er fünf Sekunden vor Abpfiff eingewechselt wurde. (Stand: Mai 2007) Jurietti ist somit der Spieler mit dem kürzesten Einsatz in der französischen Nationalmannschaft und löste damit Bernard Boissier ab, welcher am 26. April 1975 gegen Portugal ein zweiminütiges Debüt gab.

## Erfolge
- Aufstieg von der Ligue 2 in die Ligue 1 mit dem FC Gueugnon: 1995
- Französischer Vize-Meister mit Girondins Bordeaux: 2003, 2006, 2008
- Französischer Ligapokalsieger mit Girondins Bordeaux: 2007